# Kenya Open 2014
Het Kenya Open is een golftoernooi van de Europese Challenge Tour. In 2014 werd het van 6-9 maart gespeeld op de Karen Country Club in Nairobi. Het was het eerste toernooi van het seizoen.
Titelverdediger was Jordi García Pinto, die het toernooi met een score van -12 won, ook op de Karen CC. Tim Sluiter  eindigde toen op de 2de plaats.
De par van de baan was 72.
Na de eerste ronde stond Alvaro Velasco met 66 aan de leiding, maar er waren 17 spelers met een score onder de 70. Als hij zijn laatste ronde gewoon par had gespeeld, zou hij op de 5de plaats zijn geëindigd maar zo liep het niet.
Halverwege de laatste ronde stonden vijf spelers aan de leiding. Nadat Lasse Jensen een bogey maakte  op hole 16, en Adrien Bernadet een dubbel-bogey op hole 17, kon Jake Roos een veilige par op de laatste hole maken voor de overwinning. Het was zijn eerste overwinning op de Challenge Tour.

## Eindstand
| Speler            | Score           | Rang |
| ----------------- | --------------- | ---- |
| Jake Roos         | 69-68-71-70=278 | 1    |
| Lasse Jensen      | 67-71-71-70=279 | T2   |
| Adrien Bernadet   | 70-69-70-70=279 | T2   |
| Pedro Oriol       | 69-69-70-70=279 | T2   |
| Maarten Lafeber   | 72-72-69-70=283 | T13  |
| Alvaro Velasco    | 66-70-72-77=285 | T23  |
| Wil Besseling     | 69-75-73-70=287 | T37  |
| Pierre Relecom    | 69-72-76-71=287 | T37  |
| Robin Kind        | 72-70-76-75=293 | T60  |
| Thomas Pieters    | 74-72=146       | MC   |
| Christopher Mivis | 73-74=147       | MC   |
| Tim Sluiter       | 74-78=152       | MC   |

1990 ·
1991 ·
1992 ·
1993 ·
1994 ·
1995 ·
1996 ·
1997 ·
1998 ·
1999 ·
2000 ·
2001 ·
2002 ·
2003 ·
2004 ·
2005 ·
2006 ·
2007 ·
2008 ·
2009 ·
2010 ·
2011 ·
2012 ·
2013 ·
2014